# 颍昌府
颍昌府，北宋时设置的府。
元丰三年（1080年）升许州置，治所在长社县（今河南省许昌市）。辖境相当今河南省漯河、禹州、郾城、长葛、临颍、舞阳、许昌等市县地及郊县部分。绍兴十一年（1141年），金兵南侵，岳飞大破金兀术于此。金时复为许州。

## 北宋知颍昌府
- 韩维（1080年—1083年）
- 孙永（1084年—1085年）
- 曾孝宽（1086年）
- 韩缜（1086年—1087年）
- 曾孝宽（1087年—1089年）
- 范纯仁（1089年—1090年）
- 蔡京（1090年）
- 韩维（1090年—1092年）
- 安焘（1093年）
- 范纯仁（1093年）
- 梁焘（1093年—1094年）
- 黄履（1094年）
- 范纯仁（1094年—1095年）
- 韩缜（1095年—1097年）
- 盛陶（1097年—1098年）
- 丰稷（1098年）
- 高遵惠（1098年）
- 吴安持（1099年）
- 陈轩（1099年—1100年）
- 胡宗炎（1100年）
- 王钦臣（1100年）
- 唐义问（1101年）
- 范纯礼（1101年—1102年）
- 陈次升（1102年）
- 黄裳（1103年）
- 文及甫
- 司宗炎
- 邓棐
- 许将（1104年—1105年）
- 林邵
- 邢恕（1106年）
- 唐君益（1106年）
- 朱彦（1108年）
- 汪獬（1110年—1111年）
- 洪中孚（1112年）
- 徐处仁（1113年）